# Katharina Schratt
 (avril 2012).
Katharina Schratt (née à Baden le 11 septembre 1853 et morte à Vienne le 17 avril 1940) est une actrice autrichienne, connue pour ses liens avec le couple impérial, François-Joseph Ier et Élisabeth de Wittelsbach.

## Biographie
Katharina Schratt est la fille du producteur de papier Anton Schratt (1804-1883).
À l'âge de six ans, elle se découvre un amour du théâtre et une vocation de comédienne. Ses parents essaient de l'en dissuader et l'envoient étudier à Cologne avant de lui permettre de prendre des cours de théâtre. Elle fait ses débuts à 17 ans en tant qu'invitée du Théâtre de Vienne.
Après un engagement au Théâtre allemand de Saint-Pétersbourg, elle épouse au printemps de 1879 un consul hongrois, Nicolas Kiss von Ittebe (1852-1909). De cette union naît un fils, Anton (1880-1970)[réf. nécessaire]. Le couple se sépare peu après pour incompatibilité d'humeur. En 1883, la comédienne intègre la troupe du Burgtheater dont elle sera plus tard une sociétaire à vie.
C'est au cours d'une représentation théâtrale dans la ville de Kremsier en Moravie, lors d'une visite de l'empereur de Russie Alexandre III, que l'empereur François-Joseph Ier la vit pour la première fois[réf. nécessaire].
.

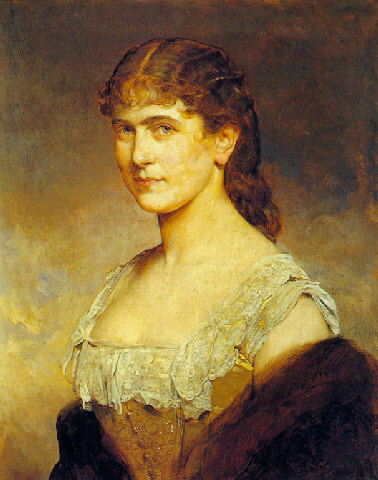
Katharina Schratt par Heinrich von Angeli.

L'impératrice, qui s'absente de plus en plus souvent de la cour qu'elle ne supporte plus, éprouve des scrupules à laisser son mari seul face aux soucis que lui cause la charge de l'Empire. 
En 1875, au cours d'une de ses promenades matinales, l'empereur quadragénaire et esseulé a rencontré Anna Nahowski, jeune épouse malheureuse à peine âgée de 16 ans. Une idylle s'est nouée entre le souverain et la jeune femme. L'empereur comble le jeune femme de cadeaux. Le bruit court que l'empereur est le père biologique des deux enfants de la jeune femme. L'idylle prendra fin après la tragédie de Mayerling. 
L'impératrice - qui ignore peut-être la relation - cherche une compagnie amicale qui distrairait le souverain pendant ses absences. Une dame de la cour serait une rivale, une courtisane, un objet de scandale. Katharina Schratt, comédienne reconnue est une femme droite dont l'empereur se montre un admirateur enthousiaste. L'impératrice commande un portrait de la comédienne qu'elle compte offrir à son mari. Le couple impérial se rend dans l'atelier du peintre pendant les séances de pose et fait connaissance avec la comédienne. Aux yeux du monde, la comédienne est une amie de l'impératrice, qui bien des fois a choqué la cour par son anticonformisme. La comédienne possède une villa à Bad Ischl, lieu de villégiature de la famille impériale. L'impératrice et sa fille l'archiduchesse Marie-Valérie - qui a 15 ans - rendent visite à la comédienne. Une amitié s'affirme entre le souverain et la comédienne à partir de 1883 jusqu'à la mort de l'empereur en novembre 1916, avec uniquement une interruption à la suite d'un désaccord en 1900-1901.  
La comédienne imite en tout l'impératrice qui s'en irrite et se moque de l'amie de son mari dans son journal intime mais n'en laisse rien paraître. Quant à l'archiduchesse, qui s'est éprise en 1886 d'un cousin de la branche de Toscane, elle trouve la présence de la comédienne encombrante. L'amitié qui lie l'empereur à la comédienne s'attiédit cependant après la mort de l'impératrice Élisabeth en 1898[réf. nécessaire] et connaîtra même une interruption entre 1900 et 1901.
En effet, si l'empereur comble Katharina Schratt de bijoux précieux et lui offre une villa dans la Gloriettegasse à Vienne - près du château de Schönbrunn - et à proximité de l'opéra, il n'entend pas rendre publics les liens platoniques qui l'attachent à la comédienne et résiste à toutes les tentatives de Catherine Schratt de gagner, par son influence, la direction du théâtre impérial[réf. nécessaire]. À la suite de désaccords avec le directeur, Katharina Schratt prend sa retraite en 1900. Faute de temps libre, la relation entre l'empereur et la comédienne consiste surtout en un petit déjeuner que l'empereur prend quotidiennement chez son amie entre 7h00 et 8h00 du matin.
L'année 1909 marque la mort de son ex-mari. La guerre éclate en 1914. L'empereur François-Joseph meurt le 21 novembre 1916. Le comte de Montenuovo, chef du protocole, interdit à l'amie de l'empereur l'accès à la chambre mortuaire. L'empereur Charles Ier, jeune homme de 29 ans, mènera lui-même l'ancienne actrice sexagénaire au pied du lit mortuaire.[réf. nécessaire]
Katharina Schratt vit le reste de ses jours dans la solitude de son appartement sur Kärntnerring. Elle s'occupait d'animaux (elle avait un singe, des perroquets et sept chiens), elle faisait des lectures publiques pour le bénéfice d'organismes de bienfaisance.
Dans ses dernières années, Catherine Schratt est une femme profondément religieuse, qui va à l'église tous les jours et fait plusieurs fois par semaine un pèlerinage sur la tombe de l'empereur défunt. Le 17 avril 1940, Katharina Schratt meurt à l'âge de 86 ans dans une Autriche qui n'est plus qu'une partie du Troisième Reich nazi. Elle est inhumée au cimetière de Hietzing (groupe 19, numéro 108) à Vienne[réf. nécessaire].